# Somewhere Far Beyond
Somewhere Far Beyond es el cuarto álbum del grupo alemán de power metal Blind Guardian.
Se publicó en 1992 y lo produjo Kalle Trapp. El diseño de la portada es obra de Andreas Marschall, quien también ha dibujado otras portadas para otros discos de Blind Guardian (Tales From The Twilight World, Nightfall in Middle-Earth, etc.). En la canción The Quest for Tanelorn cuentan con la colaboración de Kai Hansen (Gamma Ray y Helloween). 
Supone la consolidación del sonido del grupo, además empieza a introducir teclados, guitarras acústicas y gaitas en algunas canciones. Destacan la balada The Bard's Song (In the forest) que se convertiría en uno de los himnos de la banda y los clásicos Time What is Time, Journey Through the Dark y Somewhere Far Beyond.
El disco incluye como bonus una versión del tema de Queen Spread Your Wings y "Trial by Fire" del grupo "Satan"

## Lista de canciones
| N.º | Título                              | Escritor(es)                            | Duración |  |
| 1.  | «Time What is Time»                 | Hansi Kürsch, André Olbrich             | 5:47     |  |
| 2.  | «Journey Through the Dark»          | Kürsch/Olbrich                          | 4:49     |  |
| 3.  | «Black Chamber»                     | Kürsch                                  | 0:59     |  |
| 4.  | «Theatre of Pain»                   | Kürsch/Olbrich                          | 4:18     |  |
| 5.  | «The Quest for Tanelorn»            | Kürsch/Olbrich/Marcus Siepen/Kai Hansen | 5:57     |  |
| 6.  | «Ashes to Ashes»                    | Kürsch/Olbrich                          | 6:01     |  |
| 7.  | «The Bard's Song – In the Forest»   | Kürsch/Olbrich                          | 3:11     |  |
| 8.  | «The Bard's Song – The Hobbit»      | Kürsch/Olbrich                          | 3:54     |  |
| 9.  | «The Piper's Calling»               | Kürsch/Olbrich                          | 0:59     |  |
| 10. | «Somewhere Far Beyond»              | Kürsch/Olbrich                          | 7:31     |  |
| 11. | «Spread Your Wings» (Queen Cover)   | John Deacon                             | 4:16     |  |
| 12. | «Trial by Fire» (Satan Cover)       | Russ Tippins                            | 3:45     |  |
| 13. | «Theatre of Pain (Classic Version)» | Kürsch/Olbrich/Mathias Wiesner          | 4:17     |  |

## Formación
- Hansi Kürsch: Voz, coros y bajo
- André Olbrich: Guitarra y coros
- Marcus Siepen: Guitarra y coros
- Thomas "Thomen" Stauch : Batería